# حاجی‌دنیامالی‌لار
حاجی‌دنیامالی‌لار (به لاتین: Hacıdünyamalılar) یک تقسیمات کشوری در جمهوری آذربایجان است که در شهرستان کلبجر واقع شده‌است.